# Santuario del Cerro San Cristóbal

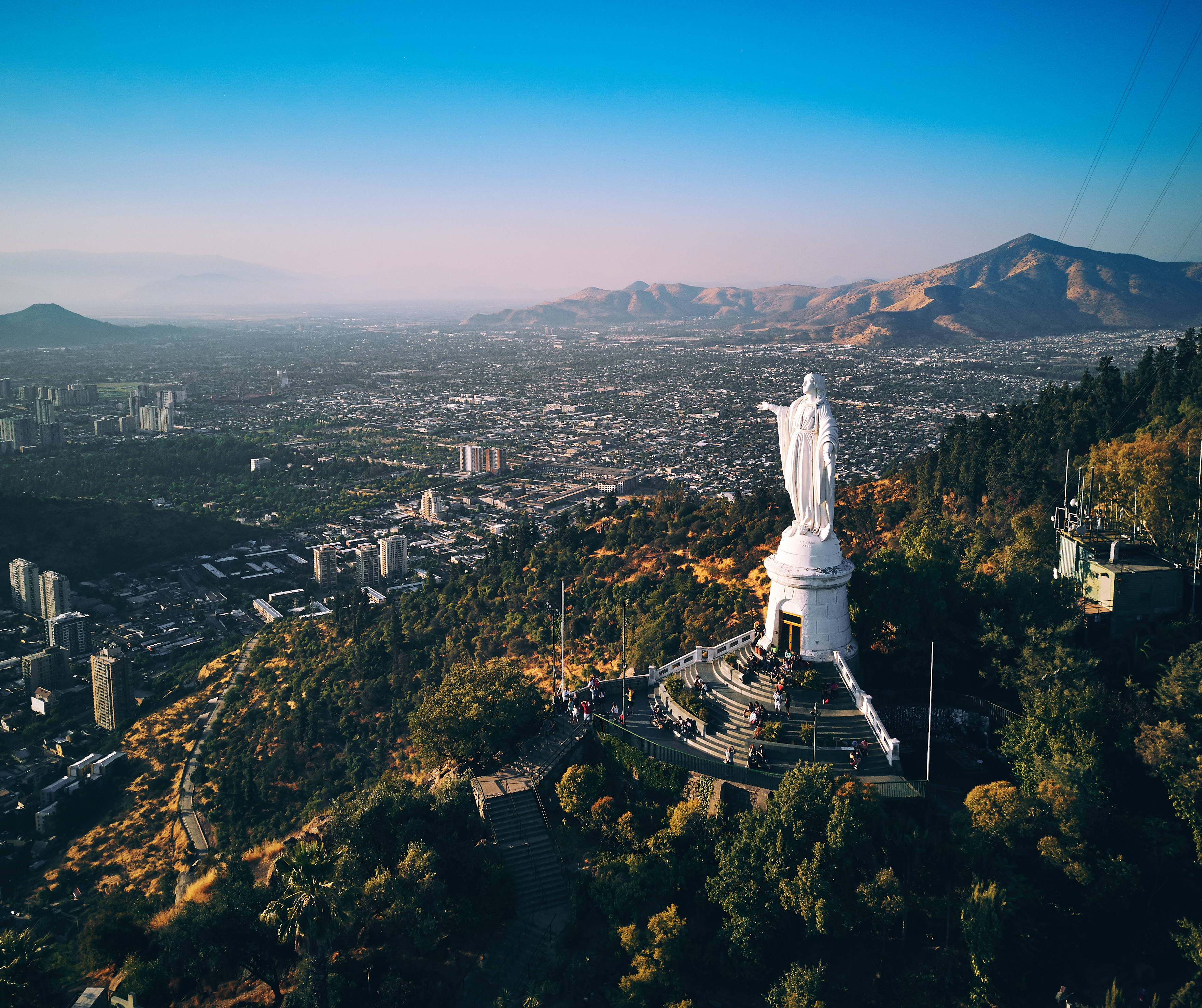
Vista de la imagen de la Inmaculada Concepción del Cerro San Cristóbal.

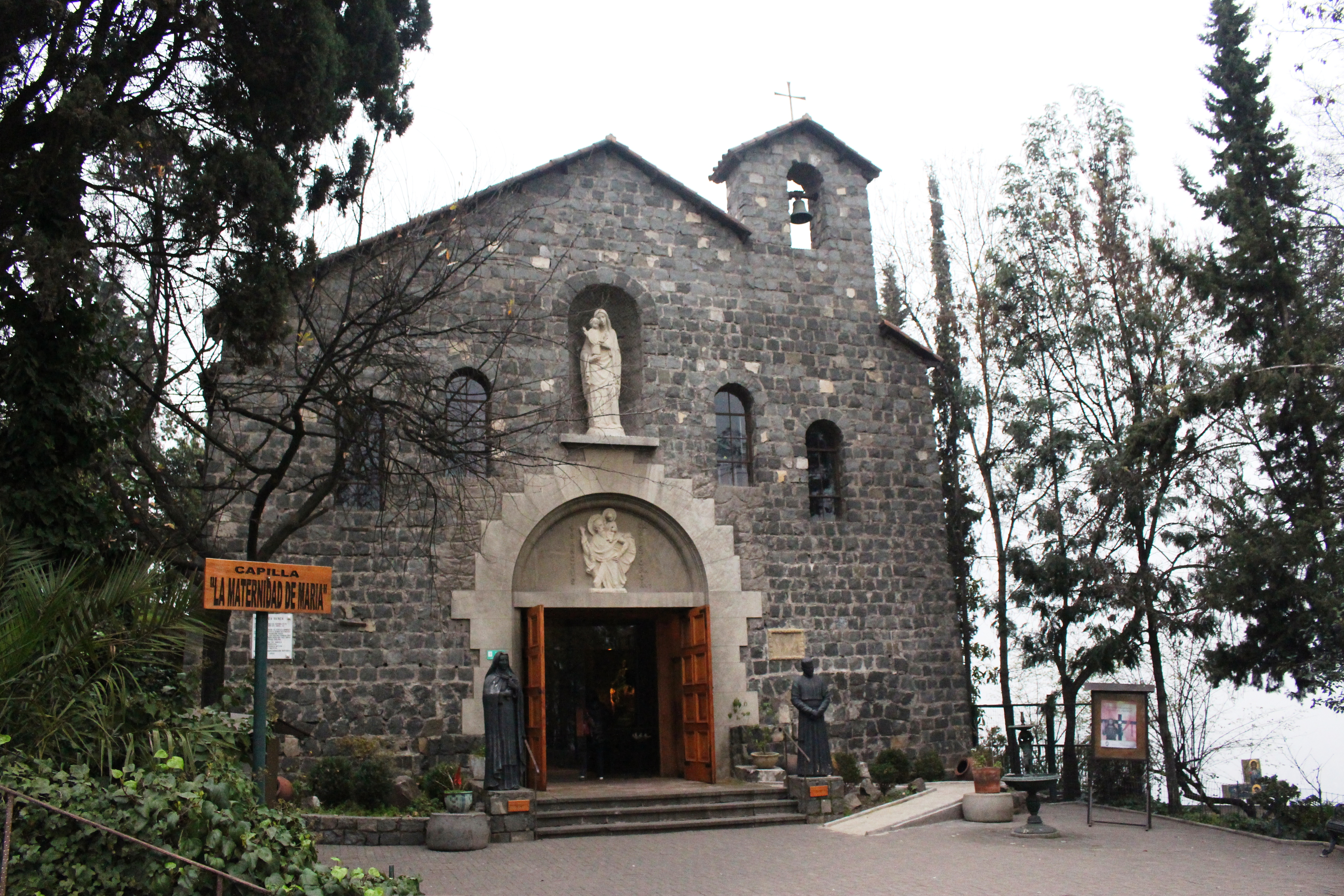
Vista de la Capilla del Santuario, dedicada a la Maternidad de Santa María Virgen.

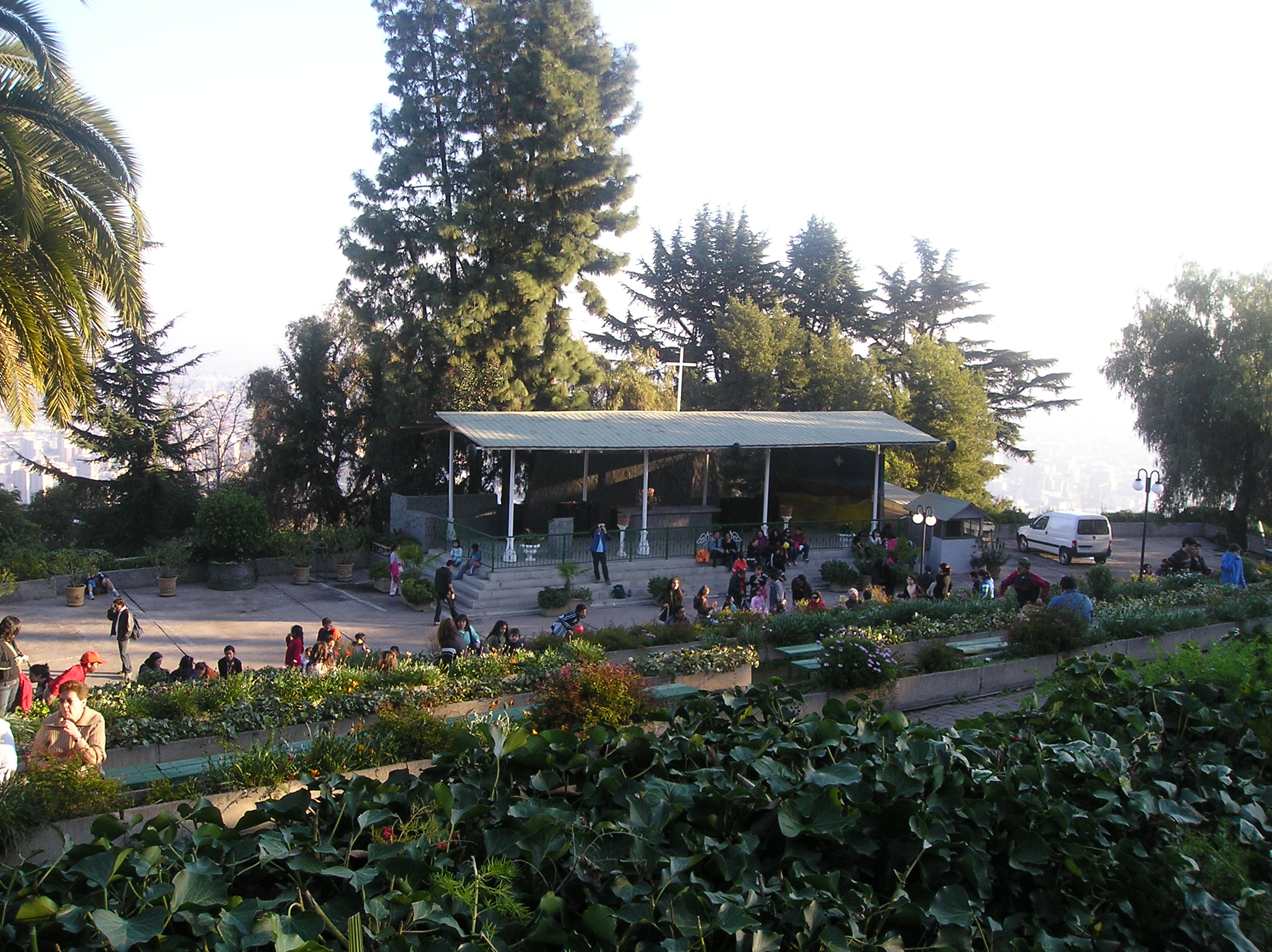
Vista del Campus Eucarístico del Santuario (templo al aire libre).

El Santuario de la Inmaculada Concepción del Cerro San Cristóbal es uno de los principales lugares de culto de la Iglesia católica en Chile, además de ser un ícono de la ciudad de Santiago. Se caracteriza por la gran imagen a la Inmaculada Concepción, que se ubica en la cumbre del Cerro San Cristóbal, a unos 863 metros sobre el nivel del mar.

## La imagen y el santuario
La imagen de la Inmaculada Concepción de la Virgen María mide 14 metros de alto y el pedestal en el cual se posa 8,30 metros. Su peso es de 36 610 kilogramos. En su pedestal hay una pequeña capilla, obra del arquitecto francés Eugenio Joannon, en la cual, el 1 de abril de 1987, S.S. Juan Pablo II oró y bendijo la ciudad de Santiago de Chile. La imagen es alumbrada de noche por focos eléctricos situados a sus costados, por lo cual puede ser observada desde toda la capital de Chile durante el día y la noche. El modelo de la imagen pertenece al escultor italiano Ignazio Jacometti, y es de similares condiciones a la que se encuentra en la Plaza España en Roma. Fue construida en hierro fundido por la Fundición Val D'Osne, de París por medio del embajador en Francia Enrique Salvador Sanfuentes. El costo fue de 35 274 francos de la época.
A los pies de la imagen, se encuentra un anfiteatro para oficiar misas u otro oficio religioso. A un costado de la estatua también hay una pequeña capilla, consagrada a la Maternidad de Santa María Virgen, donde los feligreses pueden orar, está reservado el Santísimo Sacramento de manera permanente, y los domingos y días de fiesta se celebra la Santa Misa. La capilla está decorada por esculturas y frescos realizados por el artista alemán Peter Hörn, recientemente restaurados. La entrada principal del templo se encuentra frente a la plaza Vasca.
Al Santuario se puede acceder por el camino que une todo el Parque Metropolitano de Santiago, por el Funicular de Santiago o por el Teleférico de Santiago, el cual tiene su última estación a un costado del santuario mariano. Por el acceso
de la ruta del Parque Metropolitano, fue inaugurado en 2015 el Camino de las Siete Palabras, una rampa que contiene siete cruces de concreto, pintadas en diferentes estilos pictóricos por artistas chilenos, que representan las Siete Palabras, las últimas frases pronunciadas por Jesús durante su crucifixión.

## Historia
Anterior a la llegada de las huestes españolas a Chile, el lugar donde se encuentra el santuario era conocido por los aborígenes bajo el nombre de Tupahue, lo que en mapudungún significa 'lugar de tupas'.
Un tiempo después de la fundación de Santiago, se colocó en la cumbre del cerro una cruz de unos 10 metros de alto, la cual permaneció ahí hasta fines del el siglo XIX. Es, a fines de aquel siglo donde surge la idea de construir un gran santuario en la cumbre del Cerro. El 22 de noviembre de 1903, el sacerdote José Alejo Infante, propuso al Arzobispado de Santiago que se levantara un santuario mariano para conmemorar el 50.º aniversario de la definición del dogma de la Inmaculada Concepción.La idea fue inmediatamente aprobada por el entonces Arzobispo de Santiago Monseñor Mariano Casanova.
El terreno sobre el cual se comenzó a construir el santuario, fue donado por las Comunidades de la Recoleta Dominica y de las Carmelitas de Santa Teresa. La primera piedra fue colocada el 8 de diciembre de 1904 y el santuario fue inaugurado oficialmente el 26 de abril de 1908. En 1987 fue visitado por S.S. Juan Pablo II.